# サンワ中部
株式会社サンワ中部（サンワちゅうぶ、Sanwa Chubu Co., Ltd.）は、愛知県半田市に本社を置く産業廃棄物処理会社である。
福井県鯖江市と愛知県名古屋市港区、愛知県名古屋市緑区に事業所がある。

## 事業所
- 本社（愛知県半田市）
- 鯖江事業所（福井県鯖江市）
- 名古屋事業所（愛知県名古屋市港区）
- 大高工場（愛知県名古屋市緑区）

## グループ会社
- サンワ技研株式会社
- 株式会社サンワテクノス
- 株式会社サン・ビック
- 株式会社ジー・イーテクノス